# Municipio Nezahualcóyotl
Koordinaten: 19° 25′ 12″ N, 99° 0′ 36″ W
Nezahualcóyotl ist ein Municipio im mexikanischen Bundesstaat México. Es gehört zur Zona Metropolitana del Valle de México, der Metropolregion um Mexiko-Stadt. Der Sitz der Gemeinde und dessen größter Ort ist Ciudad Nezahualcóyotl. Die Gemeinde hatte im Jahr 2010 1.110.565 Einwohner, die Fläche des Municipios beträgt 63,4 km².
Das Gemeindegebiet umfasst ehemals vom Texcoco-See bedecktes Land, welches als Entwicklungsgebiet in der ersten Hälfte des 20. Jahrhunderts besiedelt wurde. Die Gründung des Municipios erfolgte 1963.

## Geographie
Das Municipio Nezahualcóyotl liegt im Osten des Bundesstaates México auf einer Höhe von 2200 m bis 2400 m im Einzugsgebiet des Río Moctezuma. Es grenzt an die Municipios Ecatepec de Morelos, Texcoco, Chimalhuacán und La Paz sowie an den Bundesdistrikt Mexiko-Stadt.
Mehr als 80 % der Gemeindefläche, vor allem der Süden und Nordwesten, sind vollständig urbanisiert, etwa 8 % sind Weideland. Als natürlicher Bodentyp dominiert der Solonchak. Die bedeutendste Wasserfläche ist die Laguna Churubusco.

## Orte
Gut 99 % der Bevölkerung des Municipios leben in dessen Hauptort Ciudad Nezahualcóyotl, der vom INEGI als einzige urbane Ansiedlung des Municipios klassifiziert ist. Insgesamt umfasst das Municipio Nezahualcóyotl 7 localidades:
| Orte                      | Einwohner |
| Ciudad Nezahualcóyotl     | 1.104.585 |
| Colonia Gustavo Baz Prada | 0.003.291 |
| Polígonos                 | 0.002.482 |
| Ciudad Jardín             | 0.000.091 |
| Nezahualcóyotl Segundo    | 0.000.064 |
| 17 de Junio               | 0.000.034 |
| Laura Riojas de Colosio   | 0.000.018 |